# TaShawn Thomas
TaShawn Thomas (Las Vegas, Nevada, 27 de febrero de 1993) es un jugador de baloncesto estadounidense. Con 2,03 metros de estatura, juega en la posición de ala-pívot en las filas del Le Mans Sarthe Basket de la Pro A francesa.

## Trayectoria deportiva

### Universidad
Jugó tres temporadas con los Cougars de la Universidad de Houston, en las que promedió 14,5 puntos, 8,7 rebotes, 1,8 asistencias y 2,2 tapones por partido. En 2014 fue transferido a los Sooners de la Universidad de Oklahoma, donde jugó su temporada sénior, en la que promedió 11,6 puntos y 6,5 rebotes por partido. Además de jugar en dos universidades, lo hizo también en tres conferencias diferentes, recibiendo galardones en todas ellas. En su primera temporada fue incluido en el mejor quinteto de jugadores de primer año de la Conference USA, al año siguiente en los mejores quintetos absoluto y defensivo de la misma conferencia, en 2014 apareció en el segundo mejor quinteto de la American Athletic Conference, y en su última temporada fue debutante del año de la Big 12 Conference, incluido en el mejor quinteto de rookies y en el tercer mejor quinteto absoluto. Es, junto a Wayman Tisdale, uno de los dos únicos jugadores que han vestido la camiseta de los Sooners en lograr más de 1.000 puntos y 1.000 rebotes a lo largo de su carrera.

### Profesional
Tras no ser elegido en el Draft de la NBA de 2015, disputó con los Orlando Magic las Ligas de Verano de la NBA. El 29 de julio firmó su primer contrato profesional con el Mitteldeutscher BC de la Basketball Bundesliga, Allí jugó una temporada en la que promedió 12,9 puntos y 7,1 rebotes por partido.
El 9 de julio de 2016 fichó por una temporada con el Vanoli Cremona de la Lega Basket Serie A italiana.
El 26 de julio de 2022 fichó por los Perth Wildcats de la NBL Australia.
El 17 de febrero de 2023 firmó con Metropolitans 92 de la LNB Pro A por el resto de la temporada 2022-23.
El 21 de julio de 2023 firchó por el Derthona Basket de la Lega Basket Serie A italiana.
El 3 de junio de 2024 firmó con el Le Mans Sarthe Basket de la LNB Pro A francesa, en su segunda etapa en el equipo.